# Sclerochilus rudjakovi
Sclerochilus rudjakovi är en kräftdjursart som beskrevs av Athersuch och John Horne 1987. Sclerochilus rudjakovi ingår i släktet Sclerochilus och familjen Bythocytheridae. Arten är reproducerande i Sverige. Inga underarter finns listade i Catalogue of Life.